# Ерик Дајер
Ерик Џереми Едгар Дајер (енгл. Eric Jeremy Edgar Dier; Челтенам, 15. јануар 1994) је енглески фудбалер, који тренутно игра за Монако.